# Joseph Lagu
Joseph Lagu (nascido em 26 de novembro de 1929 em um vilarejo chamado Momokwe em Moli, região norte de Madiland, cerca de 80 milhas ao sul de Juba, Sudão, atualmente Sudão do Sul) é um militar e político sul-sudanês, pertencente ao grupo étnico madi da Equatória Oriental.
Lagu serviu como o segundo Presidente do Alto Conselho Executivo da Região Autônoma do Sul do Sudão entre 1978 e 1979.

## Guerra civil
Em 4 de junho de 1963, desertou do exército e se juntou ao movimento de resistência do sul do Sudão contra o governo sudanês. Em setembro de 1963,  fundou Anyanya, a ala militar do movimento de resistência, nomeada em homenagem a um veneno mortal. Anyanya revigorou o conflito armado que eclodiu em 18 de agosto de 1955 com o motim de Torit e prosseguiu a luta contra o governo na Primeira Guerra Civil Sudanesa.
Durante a guerra civil, Lago estabeleceu contato com Israel, apelando com sucesso por apoio ao retratar a guerra como entre não-árabes e pan-arabistas, marcando o início das relações Israel-Sudão do Sul.

## Processo de paz
A guerra terminou em 1972, após um acordo de paz ter sido assinado em Adis Abeba pelo governo sudanês liderado pelo presidente Gaafar Nimeiry e o Movimento de Libertação do Sudão do Sul, ala política da resistência fundada por Joseph Lagu quando ele assumiu o controle geral de toda a resistência do sulista em janeiro de 1971. O Acordo de Adis Abeba, assinado sob os auspícios do imperador Haile Selassie, concedeu autonomia regional ao sul do Sudão e garantiu que o Anyanya e seus braços políticos seriam absorvidos pelo exército nacional, pela força policial e o governo nacional recém-formado. Joseph Lagu, que regressou às Forças Armadas Sudanesas com a patente de major-general, permaneceu no Exército para garantir uma fusão harmoniosa das forças díspares. Os dez anos seguintes ao acordo deram ao Sudão um período de paz relativa e também deu ao sul do Sudão uma chance de desenvolver instituições democráticas em seu próprio contexto autônomo.

## Vida pública
Após deixar a carreira militar, entrou para a vida política. Foi eleito por voto popular para a Presidência do Alto Conselho Executivo da Região Autônoma do Sul do Sudão em 1978 e em 1982 foi nomeado 2.º Vice-Presidente da República.
Em 1985, quando o governo de Nimeiry foi deposto por seu ministro da defesa, o general Mohammed Ahmed Suar-El-Dahab, Joseph Lagu também perdeu sua posição como 2.º Vice-Presidente. Mudando-se para o Reino Unido com sua família, manteve um perfil político bastante discreto, embora às vezes aparecesse em comícios políticos. O breve regime militar que sucedeu ao golpe foi seguido por um governo eleito democraticamente sob Sadiq al-Mahdi. Joseph Lagu foi nomeado Embaixador Itinerante por al-Mahdi. O governo de Al Mahdi seria, por sua vez, derrubado pelo general Omar al-Bashir (então um brigadeiro), que manteve-se no poder até o golpe de Estado de 2019. O posto de Joseph Lagu como Embaixador Itinerante continuou sob o novo regime tendo sido confirmado pelo próprio Presidente al-Bashir. Joseph Lagu foi nomeado Embaixador Sudanês na ONU entre setembro de 1990 e janeiro de 1992. Ele foi então renomeado Embaixador Itinerante.
Em 2006, concluiu a escrita de suas memórias — Sudan Odyssey Through a State from Ruin to Hope.